# Yann Arthus-Bertrand
Pour les articles homonymes, voir Arthus-Bertrand.
Yann Arthus-Bertrand, né le 13 mars 1946 à Paris, est un photographe, reporter, réalisateur et militant écologiste français. Il préside la fondation GoodPlanet.
Son livre La Terre vue du ciel, paru pour la première fois en 1999 et dont a été tiré un documentaire du même nom en 2004, est un best-seller mondial.

## Biographie

### Jeunesse et débuts
Yann Arthus-Bertrand est né le 13 mars 1946 dans une famille de médaillistes-joailliers, la maison Arthus-Bertrand, fondée au XIXe siècle par Claude Arthus-Bertrand et Michel-Ange Marion.
En 1963, âgé de 17 ans, il devient assistant réalisateur puis acteur de cinéma. Il joue entre autres aux côtés de Michèle Morgan dans Dis-moi qui tuer d'Étienne Périer en 1965 et dans OSS 117 prend des vacances de Pierre Kalfon en 1970.
En 1967, il abandonne le cinéma et travaille au parc animalier du château de Saint-Augustin, à Château-sur-Allier, dans l'Allier.
En 1976, âgé de 30 ans, il part avec son épouse Anne vivre au Kenya dans le parc national Massaï Mara pour étudier le comportement d'une famille de lions qu'il photographie chaque jour pendant quelques années.
Parallèlement, il est pilote de montgolfière. C'est à ce moment qu'il découvre la terre vue du ciel et qu'il s'initie à la photographie aérienne.

### Photographe
En 1981, de retour en France, il publie le livre de photos Lions en 1983 et devient journaliste, reporter, photographe international spécialisé dans les grands reportages d'aventure, de sport, de nature, d'animaux et dans la photographie aérienne pour National Geographic, Figaro Magazine, Paris Match et Géo. Il couvre dix rallyes Paris-Dakar, et échappe par chance à la mort le 14 janvier 1986 en cédant sa place à Daniel Balavoine dans un hélicoptère qui s'écrasera quelques heures plus tard, réalise chaque année le livre du tournoi de Roland-Garros et photographie le salon de l'agriculture annuel de Paris. Il réalise également un reportage sur Dian Fossey et ses gorilles des montagnes au Rwanda.
Il se lance aussi dans des travaux plus personnels, traitant notamment de la relation entre l'homme et l'animal, aboutissant sur la publication des livres Chevaux et Bestiaux.
En 1991, il crée l'agence Altitude, première agence de presse et banque d'images de photographie aérienne dans le monde.

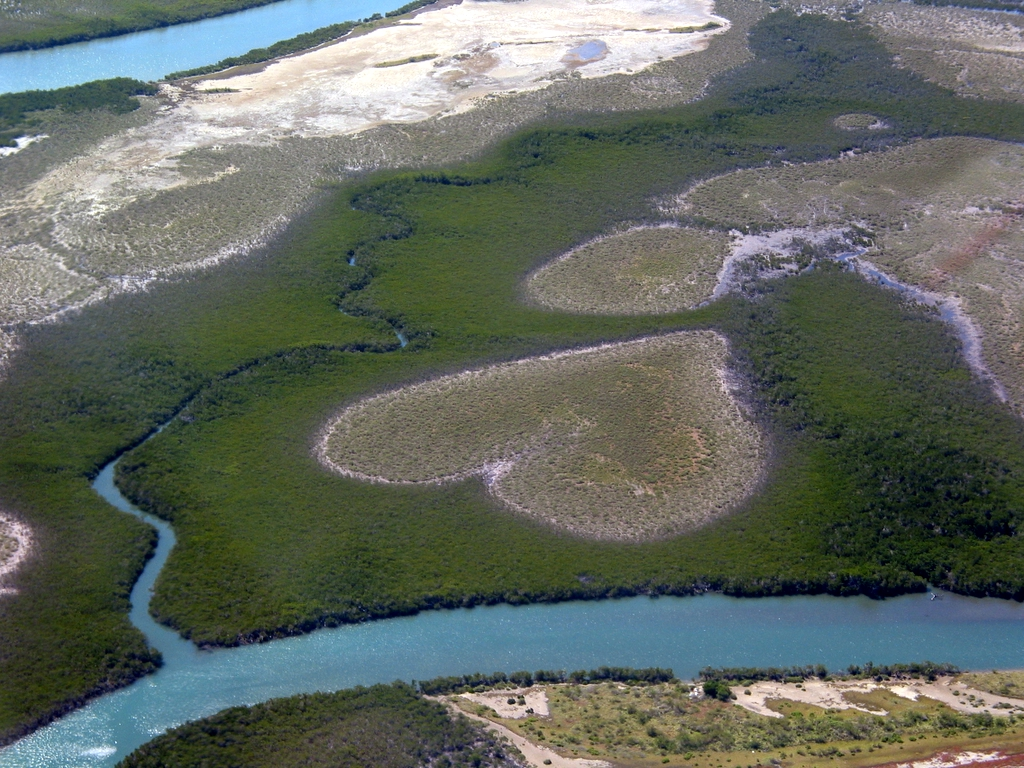
Le Cœur de Voh en Nouvelle-Calédonie apparait en couverture de La Terre vue du ciel

En 1994, avec le parrainage de l'Unesco, Yann Arthus-Bertrand entreprend de faire l'inventaire des plus beaux paysages du monde vus du ciel. Ce projet, intitulé La Terre vue du ciel, a comme credo : « Témoigner de la beauté du monde et tenter de protéger la Terre ». Il donnera naissance au livre du même nom, phénomène de l'édition, avec plus de 4,2 millions d'exemplaires vendus en 27 langues. En l'an 2000, aucun musée ne voulant exposer ses photographies, il invite les expositions de photographies dans la rue. La première, installée notamment sur les grilles du jardin du Luxembourg à Paris, ainsi qu'à Lyon, Rouen et Montréal, a été vue depuis dans une centaine de pays par plus de 200 millions de visiteurs.
Dans le même esprit, il publie, aux éditions de La Martinière, Vu du ciel - quand les hommes s'engagent pour la nature, l'Algérie vue du ciel ou encore Paris vu du ciel.
Il est, avec Lucien Clergue, l'un des deux photographes élus à l'Académie des Beaux-Arts,, en 2006, à l'occasion de la création d'une nouvelle section consacrée à la photographie.
En 2023, Yann Arthus-Bertrand enrichit un travail photographique sur la France et les Français entamé dans les années 1990 en y intégrant une dimension démographique et pédagogique. Jusqu'à fin 2024, plus de 30 studios photos seront déployés dans le pays.

### Animateur
De 2006 à 2011, Yann Arthus-Bertrand anime Vu du ciel, une émission de télévision sur France 2 consacrée à l'environnement. Elle est diffusée dans 49 pays.

### Écologiste

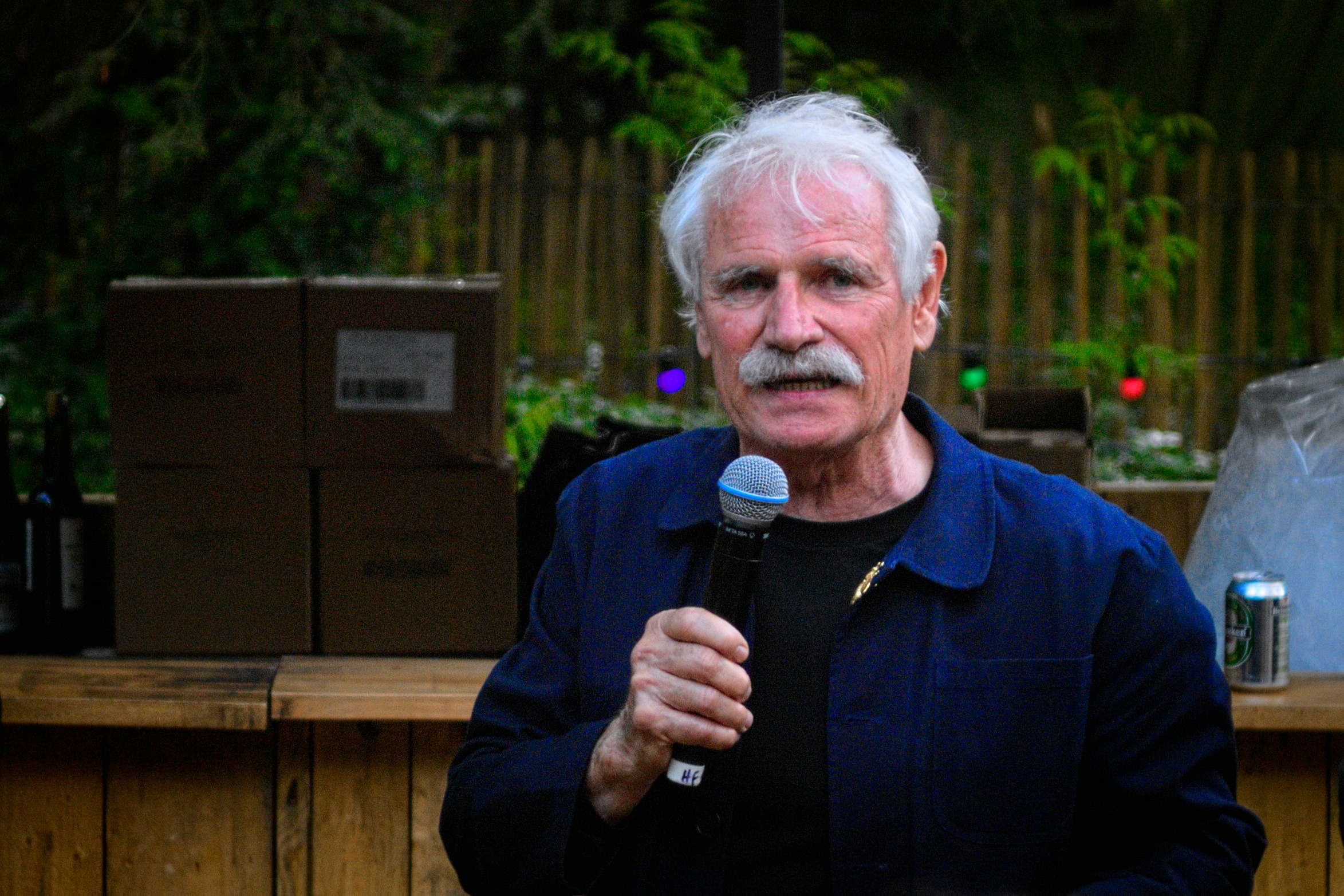
Yann Arthus-Bertrand à l'occasion du lancement de GoodPlanet.

Le 1er juillet 2005, il crée la fondation reconnue d'utilité publique GoodPlanet et met en place Action carbone, un programme destiné à compenser les émissions de gaz à effet de serre engendrées par ses propres activités photographiques aériennes. Ce programme s'est ensuite étendu pour accompagner le public et les entreprises dans la réduction de leur impact sur le climat en finançant des projets sur les énergies renouvelables, l'efficacité énergétique et la lutte contre la déforestation.
Yann Arthus-Bertrand y développe le projet 7 milliards d'Autres dont le principe est d’aller à la rencontre des 7 milliards d’habitants de la planète et recueillir leurs témoignages. À ce jour, plus de 6 000 témoignages ont été filmés dans 84 pays.
Yann Arthus-Bertrand est également membre du comité d'administration de la Fondation Chirac, créée en 2008 par l'ancien chef de l’État français Jacques Chirac et dont certains des programmes touchent à l'écologie (eau et assainissement, désertification et déforestation). Il fait également partie du conseil d'administration du parc national de Port Cros, des amis du WWF, de la fondation France Télévision et de l'association France Parkinson.
Le 19 mars 2008, Yann Arthus-Bertrand s'est vu remettre le prix Georges-Pompidou qui récompense chaque année une personnalité de la culture française. Le 22 avril 2009, il a reçu le premier titre d'ambassadeur de bonne volonté du Programme des Nations unies pour l'environnement (PNUE), ainsi que le prix de « Champion de la Terre » pour son engagement en faveur de l'environnement et ses actions de sensibilisation à l'égard du public et des enfants[réf. nécessaire].
En 2018, il soutient le collectif européen Pacte Finance Climat, destiné à promouvoir un traité européen en faveur d'un financement pérenne de la transition énergétique et environnementale pour lutter contre le réchauffement climatique[source insuffisante].
En 2019, il signe au côté de 500 personnalités l’appel au  « lundi vert », un lundi sans viande ni poisson, pour la santé et pour l'environnement. Il explique à cette occasion qu'il a mis « dix ans pour devenir végétarien ». En 2023 dans l'émission C à Vous il déclare « Aujourd'hui, si on veut faire quelque chose pour la planète, la chose la plus simple est d'arrêter de consommer de la viande industrielle qui est en train de détruire la planète (...) Je suis désolé de plomber votre émission, mais si vous mangez de la viande, vous participez à la déforestation du Brésil, tout simplement. ».

#### Écologiste controversé
Charles Ruelle et Frédéric Neyrat dans la revue Labyrinthe accusent Yann Arthus-Bertrand de « dépolitiser la question de l'écologie par une morale-des-petits-gestes compatible avec les objectifs d'une croissance sans limites ». Ces auteurs reprennent le qualificatif d'« éco-tartuffe » utilisé par la rédaction de La Décroissance pour qualifier des figures comme Yann Arthus-Bertrand, Nicolas Hulot, ou Albert de Monaco. Elle fustige notamment son rôle de photographe pour le Paris-Dakar pendant dix ans et son emploi régulier de l'hélicoptère qui lui vaut le surnom d'« hélicologiste »,, mais elle lui reproche surtout de s'allier aux multinationales « alors que les militants écologistes s'opposent depuis toujours à (leur) économie ». Au sein du débat opposant croissance et décroissance, Yann Arthus-Bertrand a pris position pour cette dernière en estimant que « seule la décroissance sauvera la planète »
Le Canard enchaîné dresse pour sa part le portrait d'un chef d'entreprise avisé et souligne qu'« il n'y a pas plus consensuel, ou moins ennemi des conflits écolos que ce fils d'orfèvres renommés qu'on n'a jamais surpris à dénoncer des États pollueurs-voyous, des industriels naturicides ou des agricultueurs j'men-foutistes ». Dans l'émission Vu du Ciel consacrée à l'agriculture diffusée en 2008 sur France 2, Yann Arthus-Bertrand a cependant dénoncé le rôle de l'industrie et de l'agriculture productiviste dans la crise environnementale.
Le soutien actif de Yann Arthus-Bertrand à la Coupe du monde de football de 2022 au Qatar a été sévèrement critiqué du fait de l'impact environnemental de celle-ci, les médias n'hésitant pas à faire le lien entre ce soutien et l'aide financière de la Fondation du Qatar à la production du film Home de Yann Arthus-Bertrand. Celui-ci reconnaît que « les accusations sont méritées dans le fond ». Il précise : « J'avais trouvé intéressant ce que l'on m'avait initialement présenté à savoir l'idée de stades démontables devant ensuite être amenés dans des pays en voie de développement. J'avais apprécié aussi le fait que cette manifestation soit entièrement compensée carbone. Mais je n'avais pas compris que les stades seraient climatisés, ce qui est ridicule. »

### Réalisateur
Son premier long métrage, Home, produit par Luc Besson et financé par Kering et la Fondation du Qatar, a été dévoilé le 5 juin 2009 à l'occasion de la Journée mondiale de l'environnement (organisée par l'ONU depuis 1972) et diffusé en version de 90 minutes en première partie de soirée à la télévision puis en version longue sur le Champ-de-Mars à Paris. Il a également été diffusé au cinéma à tarif réduit et gratuitement sur YouTube. Il se veut un état des lieux de la planète et de l'attitude que l'humanité doit adopter pour y faire face. Ce film a été vu par près de 600 millions de personnes dans plus d'une centaine de pays. Le journal Le Monde parle d'un « envol réussi » pour le lancement du film.
Yann est à l'origine du projet 7 milliards d'Autres, développé au sein de la Fondation GoodPlanet, dont le principe est d'aller à la rencontre des habitants du monde et d'en recueillir le témoignage. À cette date, plus de 6 000 témoignages ont été filmés dans 84 pays.
En 2011, Yann Arthus-Bertrand a réalisé deux films courts pour les Nations-Unies, le premier pour l’année internationale des forêts et le second sur la désertification, tous deux projetés lors des assemblées générales[réf. nécessaire].
Cette même année, il crée Hope Production, société à but non lucratif. C’est au sein de cette société de production qu’il a réalisé avec Thierry Piantanida et Baptiste Rouget-Luchaire le film La Soif du monde, projeté en avant-première au 6e forum mondial de l’eau et diffusé en première partie de soirée à la télévision le 20 mars 2012. Toujours au sein de Hope Production, Yann a réalisé avec Michael Pitiot le film Planète Océan qui a été présenté en avant-première en juin 2012 à Rio+20, lors du sommet mondial de l’Environnement des Nations unies.
En 2015, Yann a réalisé avec Michael Pitiot et Yazid Tizi, L'Algérie vue du ciel diffusé sur France 2. La même année, il réalise Human sur lequel il a travaillé pendant près de 3 ans.
Human est un documentaire regroupant un ensemble de témoignages de personnes réparties sur l'ensemble de la planète Terre sur des situations de vie. Le réalisateur s'est appuyé sur des interviews de plus de 2 000 personnes dans 60-65 pays. Lors du montage, 110 interviews ont été choisies. Les thèmes abordés sont entre autres l'amour, l'agriculture, l'homosexualité ou l'immigration.
Parmi les personnes interviewées, figurent parfois des personnalités célèbres comme Bill Gates, Ban Ki-moon ou l'ex-président uruguayen José Mujica, seul ce dernier figure dans le montage pour la télévision. On y retrouve aussi le témoignage du nageur handisport Philippe Croizon. Autres témoignages : ceux de l'actrice américaine Cameron Diaz, et de la romancière française Frédérique Hébrard.
Fin 2015, Yann Arthus-Bertrand et Michael Pitiot signent un nouveau documentaire intitulé TERRA également diffusé sur France 2.
La participation de mécènes pour le financement des films produits permet que ces derniers soient mis à disposition gratuite des ONG, des associations et des écoles dans le cadre de programmes d’éducation à l’environnement.
En 2016, Yann commence un nouveau projet de film intitulé Woman qu'il co-réalise avec Anastasia Mikova. Ce film sort en 2019.
En janvier 2021, son film Legacy, notre héritage est diffusé sur la chaine M6 dans le cadre de la « Semaine Green » de la chaine. Ce film qui rappelle la réalité de l'urgence climatique, de l'effondrement de la biodiversité, de l'épuisement des ressources, est refusé par France Télévisions (qui diffuse ses films habituellement), ainsi que par ses concurrents ; « Ce film a été refusé par toutes les chaînes (autres que M6), parce que jugé trop pessimiste ».

### Conseil d'administration de LVMH
En mars 2019, le géant du luxe LVMH communique qu'il souhaite proposer à ses actionnaires la nomination de Yann Arthus-Bertrand au sein de son conseil d'administration. Celui-ci y occuperait alors un rôle de censeur, c'est-à-dire qu'il ne disposerait pas d'un pouvoir décisionnel. Yann Arthus-Bertrand a indiqué qu'il utiliserait les revenus récoltés par ses présences au sein de ce conseil d'administration pour sa fondation Good Planet.

### Renaturalisation de la Vallée de la Millière
En 2021, Yann Arthus-Bertrand fait l’acquisition d'un terrain de 28 hectares aux Mesnuls, dans le lieu-dit de la Millière dont il est originaire. Situé dans le département des Yvelines qui soutient le projet, au Nord-Est de la forêt de Rambouillet, cette commune fait partie du Parc Naturel Régional de la Haute Vallée de Chevreuse. Afin de rendre ce terrain à la nature, Yann Arthus-Bertrand fonde l’Association de la Vallée de la Millière qui s’est donné pour mission de permettre la renaturalisation du site. La renaturalisation ou renaturation désigne les processus par lesquels les espèces vivantes recolonisent spontanément un milieu ayant subi des perturbations écologiques, avec pour objectif également de créer une agriculture plus soutenable sur une parcelle du terrain par des techniques d’agroforesterie et de permaculture, de développer des études mais aussi des recherches écologiques et environnementales en lien avec le retour de la biodiversité dans la vallée et de sensibiliser le public à la protection de la biodiversité et aux techniques d’agricultures respectueuses du vivant. Des scientifiques de l'Université de Paris Saclay participent à ce projet depuis l’origine et en suivent l’évolution,.

## Distinctions

### Honneurs
Plusieurs établissements scolaires ont pris le nom de Yann Arthus-Bertrand : les écoles primaires de Cysoing, de Dissay-sous-Courcillon, de Noviant-aux-Prés, de Carentoir, de Villaines-sous-Bois, de Nassandres, de Cauville-sur-Mer, de Sainte-Catherine-de-Fierbois, de Rebreuve-Ranchicourt, de Barjouville ,de Sainghin-en-Weppes et de la commune  Le Castelet dans le Calvados, les écoles maternelles de Cairanne  ainsi que le lycée agricole de Radinghem. Yann Arthus-Bertrand a déclaré à plusieurs reprises qu'il considérait ces nominations comme l'un des plus grands honneurs qui puisse lui être fait.
Il préside l'association Badao avec laquelle il soutient un orphelinat à Brazzaville.
Il est nommé ambassadeur de la ville du Mans.
En 2007, à la demande de l'association pyrénéenne de protection de l'ours « Pays de l'Ours - Adet », Yann Arthus-Bertrand est le parrain des oursons Pollen et Bambou nés dans les Pyrénées et d'origine slovène par leur mère Hvala.
Le 11 décembre 2006, il reçoit à Toulouse des mains d'Olivier Fernandez, président des Apiculteurs de Midi-Pyrénées, la plus haute distinction décernée par les professionnels du miel lors de la cérémonie « Les abeilles d'or » en récompense de son action en faveur du respect de la nature et des abeilles.

### Décorations
- Commandeur de la Légion d'honneur le 31 décembre 2020[36]. Il est promu officier par décret du 31 décembre 2009[37]. Il est fait chevalier le 22 juin 2001 par décret du 11 avril 2001 pour ses 36 ans d'activités professionnelles[38].
- Commandeur de l'ordre national du Mérite, il est promu commandeur par décret du 14 novembre 2016[39]. Il a directement été promu au grade officier pour ses 44 ans d'activités professionnelles par décret du 30 janvier 2008[40] et a reçu ses insignes d'officier des mains du président Nicolas Sarkozy le 17 juin 2008.
- Officier de l'ordre du Mérite agricole (2007) ; chevalier du 18 janvier 2002[41].
- Commandeur de l'ordre des Arts et des Lettres (en 2013)[42].

Il est nommé peintre officiel de la Marine agréée en 2005, puis en tant que titulaire en 2015.
Il est élu membre de l'Académie des beaux-arts le 31 mai 2006.
Il est nommé « Ambassadeur de bonne volonté » du Programme des Nations unies pour l'environnement en 2009.

## Publications
- 1983 : Lions
- 1984 : Roland-Garros 84 (avec Jacques Chancel)
- 1984 : Les Massai (avec Jacqueline Roumeguère-Eberhardt)
- 1985 : Safari vénitien : Carnaval de Venise (avec Georges Rivière)
- 1986 : Roland-Garros (avec Denis Lalanne)
- 1986 : Thierry Sabine, le Dakar 1986 (avec Christian Van Ryswyck)
- 1988 : Venise vue du ciel (avec Patrick Le Guelvout)
- 1988 : L'Île-de-France vue du ciel(avec Anne Arthus-Bertrand)
- 1989 : L'Alsace vue du ciel (avec Anne Arthus-Bertrand) et Le Dakar 1989[44] (avec Jean Yves Montagu)
- 1990 : Paris vu du ciel
- 1991 : Bestiaux (avec Alain Raveneau)
- 1991 : Les Îles de France vues du ciel (avec Dominique Le Brun)
- 1992 : La Loire vue du ciel (avec Jacques Boislève)
- 1992 : Les Chiens (avec André Pittion-Rossillon), éditions du Chêne[45]
- 1992 : Couleurs, la Nouvelle-Calédonie vue du ciel (avec Laurence Leroux)
- 1993 : Les Chats (avec Sabine Paquin et Danièle Laruelle)
- 1993 : Côtes de Bretagne vues du ciel - Daniel Yonnet et Yann Arthus-Bertrand
- 1993 : Côtes de Méditerranée vues du ciel (avec Jean Contrucci)
- 1994 : Le Lot vu du ciel (avec Jean-Yves Montagu)
- 1994 : Côtes-d'Armor vues du ciel (avec Jean-Yves Montagu)
- 1994 : Paris, hier et aujourd'hui (avec Caroline Haardt de la Baume et Roger Henrard)
- 1994 : Roland-Garros 1994 (avec Patrice Dominguez)
- 1994 : Côtes atlantiques vues du ciel de la Loire aux Pyrénées (avec Gérard Guicheteau)
- 1996 : Paris d'hier et d'aujourd'hui (avec Roger Henrard et Caroline Haardt de la Baume)
- 1996 : La Bourgogne vue du ciel (avec Anne Arthus-Bertrand)
- 1996 : L'Argentine vue d'en haut (avec Félisa Larivière)
- 1997 : Le Kenya vu du ciel (avec Anne Arthus-Bertrand)
- 1997 : Ferrari 250 GTO : 35th Anniversary (en anglais, avec John Lamm et Alberto Martinez)
- 1998 : Les Yvelines vues du ciel au fil de l'Histoire (avec Patrick Wassef)
- 1998 : Le Maroc vu d'en haut (avec Anne Arthus-Bertrand), éditions de la Martinière
- 1998 : La Turquie vue d'en haut (avec Janine Trotereau), éditions de la Martinière
- 1998 : L'Égypte vue d'en haut (avec Christiane Desroches Noblecourt)
- 1999 : Le Lion
- 1999 : Paris vu du ciel (avec Gérard Gefen)
- 1999 : La Terre vue du ciel, éditions de la Martinière (3 millions d'exemplaires en 24 langues)
- 2000 : 365 jours pour la Terre
- 2000 : Le Lot en Quercy
- 2000 : Roland-Garros 2000
- 2000 : Chats (avec Danièle Laruelle)
- 2000 : Chiens (avec André Pittion-Rossillon)
- 2001 : Être photographe
- 2001 : New York vu d'en haut (avec John Tauranac)
- 2002 : La Grèce vue d'en haut (avec Janine Trotereau), Éditions de la Martinière
- 2002 : Les Côtes-d'Armor vues d'en haut (avec Charles Josselin)
- 2002 : Paris vu du ciel (avec Gérard Gefen), Éditions de la Martinière
- 2002 : Des bêtes & des hommes (avec Claude Michelet)
- 2002 : La Terre racontée aux enfants (avec Hubert Comte et David Giraudon)
- 2002 : La Terre vue du ciel, éditions de la Martinière, deuxième édition (mise à jour avec de nouvelles photos depuis le 11 septembre 2001 et la catastrophe de l'usine AZF de Toulouse)
- 2002 : L'Archéologie vue du ciel
- 2002 : Disneyland Paris : De l'esquisse à la création (avec Alain Littaye et Didier Ghez)
- 2002 : Yann Arthus-Bertrand, t. 13, Reporters sans frontières (RSF) / édition illustrée, coll. « 100 photos pour la liberté de la presse », 2002, 124 p. (ISBN 9782908830699)
- 2003 : L'Avenir de la Terre : Le développement durable raconté aux enfants (avec Philippe-J Dubois et Valérie Guidoux)
- 2003 : Le Rhône vu du ciel
- 2003 : Les Yvelines vues du ciel au fil de l'histoire (avec Patrick Wassef)
- 2003 : Revue Dada, numéro 96 (avec Jean Poderos et Sandro Botticelli)
- 2003 : Répertoire chats
- 2003 : Répertoire chiens
- 2003 : Être photographe (1 livre + 1 DVD)
- 2004 : 366 jours pour réfléchir à la Terre
- 2004 : Chevaux (avec Jean-Louis Gouraud)
- 2005 : Le Plus Beau Cheval du monde (avec Christophe Donner), Chêne jeunesse.
- 2005 : Une France vue du ciel (avec Patrick Poivre d'Arvor), Éditions de la Martinière
- 2005 : Les Chats (avec Danièle Laruelle)
- 2005 : Les Chiens (avec André Pittion-Rossillon)
- 2005 : Terre grandeur nature : Les chefs-d'œuvre des plus grands photographes - David Attenborough, Yann Arthus-Bertrand…
- 2005 : Algérie vu du ciel (avec Benjamin Stora et Djamel Souidi)
- 2006 : 365 jours pour réfléchir à notre Terre - Yann Arthus-Bertrand
- 2006 : Algérie vue d'en haut (avec Benjamin Stora, Djamel Souidi et Jean Daniel), Éditions de la Martinière
- 2006 : Nids ethniques (préface du livre de Nicolas Reynard et Jean-Louis Marzorati)
- 2006 : Regards partagés sur la Terre (avec Albert Jacquard et Isabelle Delannoy[46])
- 2006 : La Même Flamme : 50 ans de défis et d'exploits Handisport (avec Jean-Claude Killy et Patrick Poivre d'Arvor)
- 2006 : Bestiaux : Un patrimoine français (avec Gérard Larcher et Caroline de Charon)
- 2007 : La Grande Terre
- 2008 : Le Catalogue GoodPlanet.org : 1 000 façons de consommer responsable
- 2008 : Thaïlande, 9 jours dans le royaume, éditions du Pacifique
- 2009 : 6 milliards d'Autres : l'année démarre avec l'exposition au grand palais et la sortie du livre aux éditions la Martinière
- 2009 : 2 degrés de trop : Mieux comprendre les enjeux de Copenhague
- 2010 : La biodiversité
- 2010 : New York
- 2011 : Des forêts et des hommes
- 2012 : L'homme et la mer (avec Brian Skerry, Fondation Goodplanet, et Albert II de Monaco pour la préface)
- 2015 : Human
- 2017 : La Terre vue du Ciel (réédition 2017)
- 2017 : Yann Arthus-Bertrand, t. 54, Reporters sans frontières (RSF) / édition illustrée, coll. « 100 photos pour la liberté de la presse », 6 avril 2017, 144 p. (ISBN 978-2362200441)[47].
- 2018 : Le Maroc vu du ciel (avec Sonia Manzaggi et Anoumi Duchateau)
- 2018 : Laudato Si (avec le Pape François)
- 2024 : Devenir cheval, Actes Sud (avec Clara Arnaud et Emilie Haillot)

## Filmographie
En tant qu'acteur
- 1965 : Dis-moi qui tuer d'Étienne Périer, dans le rôle de Galland.
- 1970 : OSS 117 prend des vacances de Pierre Kalfon, dans le rôle de Yann.

En tant que scénariste
- 2004 : La Terre vue du ciel, documentaire.

En tant que réalisateur
- 2009 : Home, documentaire (disponible gratuitement sur internet)[48] diffusé aussi au cinéma, sorti le même jour.
- 2012 : Planète Océan, documentaire (disponible gratuitement sur internet)[49].
- 2013 : Metz Métropole et le Pays Messin[50], présenté au Centre Pompidou-Metz.
- 2015 : Human, documentaire (disponible gratuitement sur internet)[51], diffusé du 12 au 22 septembre 2015 dans certaines salles de cinéma françaises, ainsi que sur France 2 le 29 septembre 2015.
- 2019 : Woman, documentaire (co-réalisé avec Anastasia Mikova).
- 2021 : Legacy, notre héritage, documentaire, également scénariste.
- 2024 : Nature, pour une réconciliation[52], diffusé sur M6 le 11 février 2025.

## Télévision
En tant que réalisateur
- 2006-2011 : Vu du ciel, émission de télévision documentaire en 3 saisons de 4 épisodes de 120 minutes, soit 12 épisodes. Les saisons 1 et 2 ont été diffusées à 20 h 50 sur France 2. Depuis la troisième saison, l'émission est diffusée sur France 3.
- 2009 : Home, documentaire (disponible gratuitement en ligne)[48] diffusé sur France 2 le 5 juin 2009.
- 2011 : La soif du monde, diffusé sur France 2 le 20 mars 2012[53].
- 2012 : Planète Océan diffusé sur France 2 le 23 décembre 2012.
- 2013 : Méditerranée, notre mer à tous diffusé sur France 2 le 28 janvier 2014 en co-réalisation avec Michaël Pitiot[54].
- 2015 : L'Algérie vue du ciel (avec Michael Pitiot et Yazid Tizi)[55],[56], diffusé sur France 2 le 16 juin 2015.
- 2015 : Terra (avec Michael Pitiot), diffusé sur France 2 le 1er décembre 2015[57].
- 2015 : Human, documentaire (disponible gratuitement sur internet)[51], diffusé du 12 au 22 septembre 2015 dans certaines salles de cinéma françaises, ainsi que sur France 2 le 29 septembre 2015.
- 2017 : Le Maroc vu du ciel, diffusé sur 2M le 21 juin 2017 et France 2 le 22 juin 2017.
- 2021 : Legacy, notre héritage, diffusé sur M6 le 26 janvier 2021[58],[59].
- 2023 : Vivant, diffusé sur France 2 le 23 mai 2023[60].
- 2025 : Nature (film, 2025), documentaire, 125'.